# Лукьяновский сельский округ (Московская область)
Лукьяновский сельский округ — упразднённая административно-территориальная единица, существовавшая на территории Серпуховского района Московской области в 1994—2006 годах.
Лукьяновский сельсовет был образован в первые годы советской власти. По данным 1923 года он входил в состав Липицкой волости Каширского уезда Московской губернии.
24 марта 1924 года Липицкая волость была передана в Серпуховского уезда.
В 1926 году Лукьяновский с/с включал 1 населённый пункт — деревню Лукьяново.
В 1929 году Лукьяновский с/с был отнесён к Серпуховскому району Серпуховского округа Московской области.
5 января 1931 года Лукьяновский с/с (селения Волково, Лукьяново и Щеболово) был передан в административное подчинение городу Серпухову, но уже 16 мая 1931 года возвращён в Серпуховский район.
14 июня 1954 года к Лукьяновскому с/с был присоединён Подмокловский сельсовет.
1 февраля 1963 года Серпуховский район был упразднён и Лукьяновский с/с вошёл в Ленинский сельский район. 11 января 1965 года Лукьяновский с/с был возвращён в восстановленный Серпуховский район.
3 февраля 1994 года Лукьяновский с/с был преобразован в Лукьяновский сельский округ.
В ходе муниципальной реформы 2004—2005 годов Лукьяновский сельский округ прекратил своё существование как муниципальная единица. При этом все его населённые пункты были переданы в сельское поселение Липицкое. К началу проведения муниципальной реформы в состав округа входили следующие населённые пункты:
- Волково
- Высокие Дворики
- посёлок Кирпичного завода
- Ланьшино
- Лукьяново
- Подмоклово
- посёлок станции Ока
- Щеболово

29 ноября 2006 года Лукьяновский сельский округ исключён из учётных данных административно-территориальных и территориальных единиц Московской области.